# Albin Vidović
Albin Vidović (Zagreb, 11 de fevereiro de 1943 - Bjelovar, 8 de março de 2018) foi um handebolista iugoslavo, foi campeão olímpico.

## Títulos
- Jogos Olímpicos:
  - Ouro: 1972